# (9569) Quintenmatsijs
(9569) Quintenmatsijs (1988 CL2) – planetoida z pasa głównego asteroid okrążająca Słońce w ciągu 3,8 lat w średniej odległości 2,43 j.a. Odkryta 11 lutego 1988 roku.